# Sapois (Vosges)
Sapois település Franciaországban, Vosges megyében. Lakosainak száma 629 fő (2022. január 1.). Sapois Gérardmer, Gerbamont, Rochesson, Le Tholy és Vagney községekkel határos.

## Népesség
A település népessége az elmúlt években az alábbi módon változott:
| Lakosok száma | 647  | 649  | 662  | 641  | 638  | 635  | 633  | 632  | 629  |
|               | 2013 | 2015 | 2016 | 2017 | 2018 | 2019 | 2020 | 2021 | 2022 |